# Crime unissubsistente
Crime unissubsistente é aquele que é realizado por ato único, não sendo admitido o fracionamento da conduta, como, por exemplo, no desacato (artigo 331 do Código Penal Brasileiro) praticado verbalmente. Para Nelson Hungria não cabe tentativa nessa espécie de crime, pois não há fragmentação da atividade. Entretanto, parte da doutrina admite tentativa em determinados casos; Fernando Capez aponta como exemplo o agente que efetua um único disparo com arma de fogo contra a vítima e erra o alvo.
Daylon Thiago, cientista da área jurídica, ressalta que "Porém no caso de tiro com arma de fogo que se é necessário ação física comissiva (Movimento corporal) se enquadraria não mais nos crimes unissubsistentes, mas sim nos crimes plurissubsistentes, levando em consideração que o sujeito ativo, municiou o carregador, alimentou a arma com a intenção de deferir o tiro, apontou-a em direção ao sujeito passivo, e por condições alheias a sua vontade, como no caso de errar o tiro como foi supracitado, não consumou-se o crime simples (homicídio) art.121 (CP), ocorrendo assim a chamada fragmentação da conduta, admitindo-se a tentativa".
EXEMPLOS (03):
Desacato (art. 331 do CP)
Injuria (art. 140 do CP).
Ameaça Oral (art. 147 do CP)